# Jimmy Case
Jimmy Case, született James Robert Case (Liverpool, 1954. május 18. –) ifjúsági válogatott angol labdarúgó, középpályás, edző.

## Pályafutása

### Klubcsapatban
1973 és 1981 között az angol Liverpool labdarúgója volt, ahol négy angol bajnoki címet szerzett. Háromszoros BEK-győztes (1976–77, 1977–78, 1980–81) és egyszeres UEFA-kupagyőztes (1975–76) volt az együttessel. 1981 és 1985 között a Brighton & Hove Albion játékosa volt és tagja volt az 1983-as angolkupa-döntős csapatnak. 1985 és 1991 között a Southampton, 1991–92-ben a Bournemouth, 1992–93-ban a Halifax Town, 1993-ban a walesi Wrexham csapatában szerepelt. 1993-ban az ausztrál Wanneroo City, majd a Darlington és a Sittingbourne játékosa volt. 1993 és 1996 között ismét a Brighton & Hove Albion együttesében játszott. 1997–98-ban a Bashley csapatában fejezte be az aktív játékot.

### A válogatottban
1976-ban egy alkalommal szerepelt az angol U23-as válogatottban és egy gólt szerzett.

### Edzőként
1995–96-ban a Brighton & Hove Albion játékos-edzőjeként dolgozott. 1997 és 1999 között a Bashley játékos-edzője, majd vezetőedzője volt.

## Sikerei, díjai
Liverpool FC
- Angol bajnokság
  - bajnok (4): 1975–76, 1976–77, 1978–79, 1979–80
- Angol kupa (FA Cup)
  - döntős: 1977
- Angol ligakupa
  - győztes: 1980–81
- Angol szuperkupa (FA Charity Shield)
  - győztes (4): 1976, 1977 (megosztva), 1979, 1980
- Bajnokcsapatok Európa-kupája (BEK)
  - győztes (3): 1976–77, 1977–78, 1980–81
- UEFA-kupa
  - győztes: 1975–76
- UEFA-szuperkupa
  - győztes: 1977
  - döntős: 1978

 Brighton & Hove Albion
- Angol kupa (FA Cup)
  - döntős: 1983